# تشسکا وس
تشسکا وس (به چکی: Česká Ves) یک منطقهٔ مسکونی در جمهوری چک است که در ناحیه یسنیک واقع شده‌است. تشسکا وس ۲۴٫۵۱ کیلومتر مربع مساحت و ۲٬۴۸۷ نفر جمعیت دارد و ۳۹۹ متر بالاتر از سطح دریا واقع شده‌است.